# Lophorrhina donckieri
Lophorrhina donckieri är en skalbaggsart som beskrevs av Thierry Bourgoin 1913. Lophorrhina donckieri ingår i släktet Lophorrhina och familjen Cetoniidae. Inga underarter finns listade i Catalogue of Life.